# Zamoście (Borki)
Zamoście, Łaźne (niem. Hasznen/Haasznen) – osada wsi Borki w Polsce, położona w województwie warmińsko-mazurskim, w powiecie oleckim, w gminie Świętajno.
W latach 1975–1998 miejscowość administracyjnie należała do województwa suwalskiego.
Osada położona między jeziorem Litygajno i jeziorem Łaźno. W pobliżu znajduje się jaćwieskie grodzisko datowane na 1190.
Osada powstała 1 lutego 1699 r. na mocy umowy, którą zawarł nadleśniczy von Oppen z pastorem Pawłem Gizewiuszem i leśniczym Jerzym Dinge na 8 włók położonych między jeziorami Łaźno (dawniej nazywane Łaźne) i Litygajno. Zostali oni zwolnieni od opłat przez 8 lat, po upływie których zobowiązani byli płacić rocznie po 12 marek czynszu od włóki.
W dodatkowym kontrakcie z 12 lipca 1707 r., przydzielono wymienionemu Gizewiuszowi z Cichów oraz niejakiemu Dindze 5 włók i 14,5 morgi z nadwyżki, którą wykazały ponowne pomiary. Wymienieni osadnicy, osiedlający się w nowym miejscu, otrzymali prawo połowu ryb w pobliskim jeziorze i założyli wieś czynszową z własnymi poddanymi chłopami.
W roku 1630 w pałacyku myśliwskim w Łaźnem gościł Kurfirst Jerzy Wilhelm.